# Chisako Mikami
Chisako Mikami (三上 ちさこ Mikami Chisako?) es una cantante japonesa de rock, exmiembro de la banda fra-foa. Con la banda la cantante logró gran reconocimiento dentro de la escena J-Rock, y debido a su particular estilo Chisako pronto se preparó para su debut como cantante solista.
En 1998 debutó junto con su banda fra-foa. En diciembre del 2002 tuvo su primer hijo con un personaje no ligado a la industria, por lo que sus datos personales se mantienen en el anonimato. También se casó con este personaje. El 5 de junio del 2003 nació su primer hijo, que resultó ser una niña.
En febrero del 2004 se estrenó su primer trabajo en solitario titulado "Fundamental / Viva La Revolución", aún dentro de fra-foa, pero tras su separación definitiva en mayo del 2005, la joven decidió continuar en solitario definitivamente.

## Discografía

### Singles
1. Fundamental/Viva La Revolución (ファンダメンタル／Viva La Revolución?) (13 de octubre de 2004)
2. Soutaikei (相対形?) (5 de octubre de 2005)

### Álbumes
1. Watashi wa Anata no Uchuu (わたしはあなたの宇宙?) (17 de noviembre de 2004)
2. Here (19 de octubre de 2005)

### DVD
- CHISAKO TV "Viva La Revolución" (17 de noviembre de 2004)
- Chisako TV Ⅱ (19 de octubre de 2005)
- Here 05 (15 de febrero de 2006)